# Hyphessobrycon melanostichos
Hyphessobrycon melanostichos är en fiskart som beskrevs av Carvalho och Vinicius Araújo Bertaco 2006. Hyphessobrycon melanostichos ingår i släktet Hyphessobrycon och familjen Characidae. Inga underarter finns listade i Catalogue of Life.